# Saison 2014-2015 du Leicester City FC
 (avril 2016).
Si vous disposez d'ouvrages ou d'articles de référence ou si vous connaissez des sites web de qualité traitant du thème abordé ici, merci de compléter l'article en donnant les références utiles à sa vérifiabilité et en les liant à la section « Notes et références ».
Maillots
Chronologie
Saison précédente Saison suivante
La saison 2014-2015 était la 110e saison de Leicester dans le système anglais de football. Cette saison marque leur montée en Premier League, une première depuis dix ans, après avoir été promus du Championship en tant que vainqueurs.
Cette saison 2014-2015 voit Leicester terminer 14e de la Premier League, leur assurant ainsi une nouvelle saison au plus haut niveau du football anglais. Malgré être resté dans le bas du classement pendant près de quatre mois et demi, les "Foxes" ont réussi à se maintenir, grâce notamment à 7 victoires sur leurs 9 derniers matchs.

## Prolongations de contrats
• 2 juillet 2014: Matty James, milieu, prolonge son contrat de quatre ans, jusqu'à l'été 2018.

• 4 juillet 2014: Wes Morgan, défenseur, prolonge de trois ans, jusqu'à l'été 2017.

• 9 juillet 2014: David Nugent, attaquant, prolonge de deux ans, jusqu'à l'été 2016.

• 11 juillet 2014:

→ Alie Sesay, défenseur, prolonge d'un an, jusqu'à l'été 2015.

→ Liam Moore, défenseur, prolonge de trois ans, jusqu'à l'été 2017.

→ Jeff Schlupp, défenseur, prolonge de trois ans, jusqu'à l'été 2017.

→ Jamie Vardy, attaquant, prolonge de quatre ans, jusqu'à l'été 2018.

• 29 octobre 2014: Andy King, milieu, prolonge de quatre ans, jusqu'à l'été 2018.

• 4 juin 2015: Marcin Wasilewski, défenseur, prolonge d'un an, jusqu'à l'été 2016.

• 29 juin 2015: Jeff Schlupp, défenseur, prolonge pour quatre ans, jusqu'à l'été 2019.

## Équipe
| No.                | Nat.            | Joueur               | Lieu de naissance | Age             | Club précédent               | Arrivée au club |
| Gardiens de but    | Gardiens de but | Gardiens de but      | Gardiens de but   | Gardiens de but | Gardiens de but              | Gardiens de but |
| ------------------ | --------------- | -------------------- | ----------------- | --------------- | ---------------------------- | --------------- |
| 1                  |                 | Kasper Schmeichel    | Copenhague        | 27 ans          | Leeds United                 | 2011            |
| 12                 |                 | Ben Hamer            | Chard             | 26 ans          | Charlton Athletic            | 2014            |
| 25                 |                 | Conrad Logan         | Ramelton          | 28 ans          | Centre de formation          | 2004            |
| 31                 |                 | Adam Smith           | Sunderland        | 21 ans          | Middlesbrough                | 2010            |
| 32                 |                 | Mark Schwarzer       | Sydney            | 41 ans          | Chelsea                      | 2015            |
| Défenseurs         |                 |                      |                   |                 |                              |                 |
| 2                  |                 | Ritchie De Laet      | Anvers            | 25 ans          | Manchester United            | 2012            |
| 3                  |                 | Paul Konchesky       | Barking           | 33 ans          | Liverpool                    | 2011            |
| 5                  |                 | Wes Morgan           | Nottingham        | 30 ans          | Nottingham Forest            | 2012            |
| 6                  |                 | Matthew Upson        | Eye               | 35 ans          | Brighton & Hove Albion       | 2014            |
| 14                 |                 | Robert Huth          | Berlin            | 30 ans          | Stoke City                   | 2015            |
| 17                 |                 | Danny Simpson        | Eccles            | 27 ans          | Queens Park Rangers          | 2014            |
| 18                 |                 | Liam Moore           | Loughborough      | 21 ans          | Centre de formation          | 2011            |
| 21                 |                 | Zoumana Bakayogo     | Paris             | 28 ans          | Tranmere Rovers              | 2013            |
| 27                 |                 | Marcin Wasilewski    | Cracovie          | 34 ans          | Libre                        | 2013            |
| 30                 |                 | James Pearson        | Sheffield         | 21 ans          | Libre                        | 2012            |
| Milieux de Terrain |                 |                      |                   |                 |                              |                 |
| 4                  |                 | Danny Drinkwater     | Manchester        | 24 ans          | Manchester United            | 2012            |
| 7                  |                 | Dean Hammond         | Hastings          | 31 ans          | Southampton                  | 2013            |
| 8                  |                 | Matty James          | Bacup             | 23 ans          | Manchester United            | 2012            |
| 10                 |                 | Andy King            | Maidenhead        | 25 ans          | Centre de formation          | 2006            |
| 11                 |                 | Marc Albrighton      | Tamworth          | 24 ans          | Aston Villa                  | 2014            |
| 15                 |                 | Jeff Schlupp         | Hambourg          | 21 ans          | Centre de formation          | 2010            |
| 16                 |                 | Tom Lawrence         | Wrexham           | 20 ans          | Manchester United            | 2014            |
| 19                 |                 | Esteban Cambiasso    | Buenos Aires      | 34 ans          | Libre                        | 2014            |
| 24                 |                 | Anthony Knockaert    | Roubaix           | 22 ans          | Guingamp                     | 2012            |
| 26                 |                 | Riyad Mahrez         | Sarcelles         | 23 ans          | Le Havre                     | 2014            |
| 33                 |                 | Michael Cain         | Luton             | 19 ans          | Luton Town                   | 2011            |
| 44                 |                 | Ryan Watson          | Crewe             | 21 ans          | Wigan Athletic Football Club | 2013            |
| Attaquants         |                 |                      |                   |                 |                              |                 |
| 9                  |                 | Jamie Vardy          | Sheffield         | 27 ans          | Fleetwood Town               | 2012            |
| 20                 |                 | Tom Hopper           | Boton             | 20 ans          | Centre de Formation          | 2011            |
| 22                 |                 | Gary Taylor-Fletcher | Liverpool         | 33 ans          | Blackpool                    | 2013            |
| 23                 |                 | Leonardo Ulloa       | General Roca      | 28 ans          | Brighton & Hove Albion       | 2014            |
| 29                 |                 | Jack Barmby          | Harlow            | 19 ans          | Manchester United            | 2014            |
| 35                 |                 | David Nugent         | Huyton            | 29 ans          | Portsmouth                   | 2011            |
| 39                 |                 | Chris Wood           | Auckland          | 22 ans          | West Bromwich Albion         | 2013            |
| 40                 |                 | Andrej Kramarić      | Zagreb            | 23 ans          | Rijeka                       | 2015            |

NB: Ages au 1er septembre 2014.

## Transferts

### Arrivées
| Date             | Poste | Nat. | Joueur            | Depuis                 | Montant |
| ---------------- | ----- | ---- | ----------------- | ---------------------- | ------- |
| 1er juillet 2014 | M     |      | Marc Albrighton   | Aston Villa            | Libre   |
| 1er juillet 2014 | D     |      | Matthew Upson     | Brighton & Hove Albion | Libre   |
| 1er juillet 2014 | G     |      | Ben Hamer         | Charlton Athletic      | Libre   |
| 1er juillet 2014 | A     |      | Jack Barmby       | Manchester United      | Libre   |
| 18 juillet 2014  | D     |      | Louis Rowley      | Manchester United      | Libre   |
| 22 juillet 2014  | A     |      | Leonardo Ulloa    | Brighton & Hove Albion | 8M £    |
| 28 août 2014     | M     |      | Esteban Cambiasso | Sans Club              | Libre   |
| 30 août 2014     | D     |      | Danny Simpson     | Queens Park Rangers    | 2M £    |
| 31 août 2014     | A     |      | Tom Lawrence      | Manchester United      | 1M £    |
| 6 janvier 2015   | G     |      | Mark Schwarzer    | Chelsea                | Libre   |
| 16 janvier 2015  | A     |      | Andrej Kramarić   | HNK Rijeka             | 9M £    |

### Joueurs en prêt
| Date de début  | Date de fin    | Poste | Nat. | Joueur      | Prêté par         |
| -------------- | -------------- | ----- | ---- | ----------- | ----------------- |
| 31 août 2014   | 2 janvier 2015 | A     |      | Nick Powell | Manchester United |
| 2 février 2015 | 30 juin 2015   | D     |      | Robert Huth | Stoke City        |

### Joueurs prêtés
| Date de début      | Date de fin      | Poste | Nat. | Joueur               | Prêté par           |
| ------------------ | ---------------- | ----- | ---- | -------------------- | ------------------- |
| 5 juillet 2014     | 30 juin 2015     | M     |      | Paul Gallagher       | Preston North End   |
| 7 août 2014        | 4 septembre 2014 | A     |      | Adam Dawson          | Notts County        |
| 18 août 2014       | 1er janvier 2015 | G     |      | Conrad Logan         | Rochdale            |
| 27 août 2014       | 30 juin 2015     | A     |      | Jacob Blyth          | Burton Albion       |
| 1er septembre 2014 | 2 janvier 2015   | M     |      | Ryan Watson          | Northampton Town    |
| 3 octobre 2014     | 31 octobre 2014  | A     |      | Adam Dawson          | Nuneaton Town       |
| 20 octobre 2014    | 30 juin 2015     | M     |      | Michael Cain         | Walsall             |
| 20 octobre 2014    | 17 novembre 2014 | A     |      | Harry Panayiotou     | Port Vale           |
| 25 octobre 2014    | 22 novembre 2014 | A     |      | Gary Taylor-Fletcher | Sheffield Wednesday |
| 25 novembre 2014   | 22 janvier 2015  | A     |      | Simonas Stankevičius | Nuneaton Town       |
| 27 novembre 2014   | 30 décembre 2014 | M     |      | Tom Lawrence         | Rotherham United    |
| 8 janvier 2015     | 30 juin 2015     | M     |      | Jack Barmby          | Rotherham United    |
| 8 janvier 2015     | 30 juin 2015     | A     |      | Tom Hopper           | Scunthorpe United   |
| 8 janvier 2015     | 11 avril 2015    | D     |      | Callum Eder          | Mansfield Town      |
| 9 janvier 2015     | 7 février 2015   | G     |      | Adam Smith           | Mansfield Town      |
| 13 janvier 2015    | 18 avril 2015    | A     |      | Adam Dawson          | Bristol Rovers      |
| 30 janvier 2015    | 30 avril 2015    | D     |      | Hervé Pepe-Ngoma     | Corby Town          |
| 20 février 2015    | 30 juin 2015     | A     |      | Gary Taylor-Fletcher | Millwall            |
| 26 février 2015    | 30 juin 2015     | D     |      | Liam Moore           | Brentford           |
| 27 février 2015    | 30 juin 2015     | A     |      | Chris Wood           | Ipswich Town        |
| 26 mars 2015       | 30 juin 2015     | D     |      | James Pearson        | Peterborough United |

### Joueurs libérés
| Date             | Poste | Nat. | Joueur          |
| ---------------- | ----- | ---- | --------------- |
| 1er juillet 2014 | D     |      | Sean St Ledger  |
| 1er juillet 2014 | D     |      | Zak Whitbread   |
| 1er juillet 2014 | D     |      | George Taft     |
| 1er juillet 2014 | D     |      | Jamie Anton     |
| 1er juillet 2014 | D     |      | Ben Frempah     |
| 1er juillet 2014 | M     |      | Robert Paratore |
| 1er juillet 2014 | M     |      | Neil Danns      |
| 1er juillet 2014 | A     |      | Lloyd Dyer      |
| 17 juin 2015     | G     |      | Adam Smith      |
| 17 juin 2015     | D     |      | James Pearson   |
| 17 juin 2015     | A     |      | Tom Hopper      |

## Compétitions

### Premier League

#### Tableau (extrait)
| Pos. | Equipe               | Joués | Gagnés | Nuls | Perdus | BP | BC | Diff. | Pts |
| ---- | -------------------- | ----- | ------ | ---- | ------ | -- | -- | ----- | --- |
| 12   | West Ham United      | 38    | 12     | 11   | 15     | 44 | 47 | -3    | 47  |
| 13   | West Bromwich Albion | 38    | 11     | 11   | 16     | 38 | 51 | -13   | 44  |
| 14   | Leicester City       | 38    | 11     | 8    | 19     | 46 | 55 | -9    | 41  |
| 15   | Newcastle United     | 38    | 10     | 9    | 19     | 40 | 63 | -23   | 39  |
| 16   | Sunderland           | 38    | 7      | 17   | 14     | 31 | 53 | -22   | 38  |

Règles de qualification : 1. Points ; 2. Différence de buts ; 3. Buts marqués

#### Résumé des résultats
| Total | Total | Total | Total | Total | Total | Total | Total | Domicile | Domicile | Domicile | Domicile | Domicile | Domicile | Extérieur | Extérieur | Extérieur | Extérieur | Extérieur | Extérieur |
| Joués | G     | N     | P     | BP    | BC    | Diff. | Pts   | G        | N        | P        | BP       | BC       | Diff.    | G         | N         | P         | BP        | BC        | Diff.     |
| ----- | ----- | ----- | ----- | ----- | ----- | ----- | ----- | -------- | -------- | -------- | -------- | -------- | -------- | --------- | --------- | --------- | --------- | --------- | --------- |
| 38    | 11    | 8     | 19    | 46    | 55    | -9    | 41    | 7        | 5        | 7        | 28       | 22       | +6       | 4         | 3         | 12        | 18        | 33        | -15       |

#### Résultats par journée
| Journée  | 1 | 2  | 3  | 4  | 5 | 6  | 7 | 8  | 9  | 10 | 11 | 12 | 13 | 14 | 15 | 16 | 17 | 18 | 19 | 20 | 21 | 22 | 23 | 24 | 25 | 26 | 27 | 28 | 29 | 30 | 31 | 32 | 33 | 34 | 35 | 36 | 37 | 38 |
| -------- | - | -- | -- | -- | - | -- | - | -- | -- | -- | -- | -- | -- | -- | -- | -- | -- | -- | -- | -- | -- | -- | -- | -- | -- | -- | -- | -- | -- | -- | -- | -- | -- | -- | -- | -- | -- | -- |
| Terrain  | D | E  | D  | E  | D | E  | D | E  | E  | D  | E  | D  | E  | D  | E  | D  | E  | D  | E  | E  | D  | D  | E  | D  | E  | E  | E  | D  | E  | D  | E  | D  | E  | D  | D  | D  | E  | D  |
| Résultat | N | D  | N  | V  | V | D  | N | D  | D  | D  | D  | N  | D  | D  | D  | D  | D  | D  | V  | N  | V  | D  | D  | D  | D  | N  | D  | N  | D  | V  | V  | V  | V  | D  | V  | V  | N  | V  |
| Position | 6 | 14 | 15 | 10 | 7 | 10 | 9 | 13 | 16 | 16 | 18 | 17 | 20 | 20 | 20 | 20 | 20 | 20 | 20 | 20 | 20 | 20 | 20 | 20 | 20 | 20 | 20 | 20 | 20 | 20 | 20 | 18 | 17 | 17 | 16 | 15 | 14 | 14 |

## Récompenses

### Récompenses du club
À la fin de la saison, la cérémonie annuelle de Leicester a récompensé ses meilleurs joueurs de l'année. Les votes ont été faits par les joueurs, le staff et les supporters.
| Joueur de l'année                        | Esteban Cambiasso                               |
| Jeune de l'année                         | Jeff Schlupp                                    |
| Joueur de l'année (selon les joueurs)    | Jeff Schlupp                                    |
| Joueur du centre de formation de l'année | Ben Chilwell                                    |
| U21 de l'année                           | Harry Panayiotou                                |
| But de la saison                         | David Nugent contre Liverpool, 1er janvier 2015 |
| Performance de la saison                 | contre Manchester United, 21 septembre 2014     |

### Récompense de division
| Date       | Nat. | Vainqueur     | Récompense                           |
| ---------- | ---- | ------------- | ------------------------------------ |
| Avril 2015 |      | Nigel Pearson | Entraîneur du mois de Premier League |

## Statistiques

### Apparitions
| N° | Poste | Nat. | Joueur               | Total | Total | Premier League | Premier League | FA Cup | FA Cup | League Cup | League Cup |
| N° | Poste | Nat. | Joueur               | Apps. | Buts  | Apps.          | Buts           | Apps.  | Buts   | Apps.      | Buts       |
| -- | ----- | ---- | -------------------- | ----- | ----- | -------------- | -------------- | ------ | ------ | ---------- | ---------- |
| 1  | G     |      | Kasper Schmeichel    | 24    | 0     | 24             | 0              | 0      | 0      | 0          | 0          |
| 2  | D     |      | Ritchie De Laet      | 22+6  | 0     | 20+6           | 0              | 2      | 0      | 0          | 0          |
| 3  | D     |      | Paul Konchesky       | 29    | 1     | 26             | 1              | 2      | 0      | 1          | 0          |
| 4  | M     |      | Danny Drinkwater     | 17+7  | 0     | 16+7           | 0              | 1      | 0      | 0          | 0          |
| 5  | D     |      | Wes Morgan           | 40    | 2     | 37             | 2              | 3      | 0      | 0          | 0          |
| 6  | D     |      | Matthew Upson        | 6     | 0     | 5              | 0              | 1      | 0      | 0          | 0          |
| 7  | M     |      | Dean Hammond         | 9+3   | 0     | 9+3            | 0              | 0      | 0      | 0          | 0          |
| 8  | M     |      | Matty James          | 22+7  | 0     | 20+7           | 0              | 2      | 0      | 0          | 0          |
| 9  | A     |      | Jamie Vardy          | 27+9  | 5     | 26+8           | 5              | 1+1    | 0      | 0          | 0          |
| 10 | M     |      | Andy King            | 17+9  | 2     | 16+8           | 2              | 1      | 0      | 0+1        | 0          |
| 11 | M     |      | Marc Albrighton      | 10+10 | 2     | 10+8           | 2              | 0+2    | 0      | 0          | 0          |
| 12 | G     |      | Ben Hamer            | 10    | 0     | 8              | 0              | 1      | 0      | 1          | 0          |
| 14 | D     |      | Robert Huth          | 14    | 1     | 14             | 1              | 0      | 0      | 0          | 0          |
| 15 | M     |      | Jeff Schlupp         | 32+3  | 4     | 30+2           | 3              | 2      | 1      | 0+1        | 0          |
| 16 | M     |      | Tom Lawrence         | 1+3   | 0     | 0+3            | 0              | 1      | 0      | 0          | 0          |
| 17 | D     |      | Danny Simpson        | 15+1  | 0     | 13+1           | 0              | 2      | 0      | 0          | 0          |
| 18 | D     |      | Liam Moore           | 13+1  | 0     | 10+1           | 0              | 2      | 0      | 1          | 0          |
| 19 | M     |      | Esteban Cambiasso    | 29+4  | 5     | 27+4           | 5              | 2      | 0      | 0          | 0          |
| 20 | A     |      | Tom Hopper           | 0     | 0     | 0              | 0              | 0      | 0      | 0          | 0          |
| 22 | A     |      | Gary Taylor-Fletcher | 1+1   | 0     | 0+1            | 0              | 0      | 0      | 1          | 0          |
| 23 | A     |      | Leonardo Ulloa       | 31+9  | 13    | 29+8           | 11             | 2+1    | 2      | 0          | 0          |
| 24 | M     |      | Anthony Knockaert    | 5+6   | 0     | 3+6            | 0              | 1      | 0      | 1          | 0          |
| 25 | G     |      | Conrad Logan         | 0     | 0     | 0              | 0              | 0      | 0      | 0          | 0          |
| 26 | M     |      | Riyad Mahrez         | 27+5  | 4     | 25+5           | 4              | 1      | 0      | 1          | 0          |
| 27 | D     |      | Marcin Wasilewski    | 24+4  | 1     | 22+3           | 1              | 1+1    | 0      | 1          | 0          |
| 29 | M     |      | Jack Barmby          | 0     | 0     | 0              | 0              | 0      | 0      | 0          | 0          |
| 30 | D     |      | James Pearson        | 1     | 0     | 0              | 0              | 0      | 0      | 1          | 0          |
| 31 | G     |      | Adam Smith           | 0     | 0     | 0              | 0              | 0      | 0      | 0          | 0          |
| 32 | G     |      | Mark Schwarzer       | 8     | 0     | 6              | 0              | 2      | 0      | 0          | 0          |
| 33 | M     |      | Michael Cain         | 1     | 0     | 0              | 0              | 0      | 0      | 1          | 0          |
| 35 | A     |      | David Nugent         | 17+15 | 5     | 16+13          | 5              | 1+1    | 0      | 0+1        | 0          |
| 39 | A     |      | Chris Wood           | 1+8   | 1     | 0+7            | 1              | 0+1    | 0      | 1          | 0          |
| 40 | A     |      | Andrej Kramaric      | 8+7   | 3     | 6+7            | 2              | 2      | 1      | 0          | 0          |
| 44 | M     |      | Ryan Watson          | 1     | 0     | 0              | 0              | 0      | 0      | 1          | 0          |

### Meilleurs buteurs
| Pos.  | Nat.  | Name              | League | FA Cup | League Cup | Total |
| ----- | ----- | ----------------- | ------ | ------ | ---------- | ----- |
| 1     |       | Leonardo Ulloa    | 11     | 2      | 0          | 13    |
| 2     |       | Esteban Cambiasso | 5      | 0      | 0          | 5     |
| =     |       | David Nugent      | 5      | 0      | 0          | 5     |
| =     |       | Jamie Vardy       | 5      | 0      | 0          | 5     |
| 5     |       | Riyad Mahrez      | 4      | 0      | 0          | 4     |
| =     |       | Jeffrey Schlupp   | 3      | 1      | 0          | 4     |
| 7     |       | Andrej Kramaric   | 2      | 1      | 0          | 3     |
| 8     |       | Marc Albrighton   | 2      | 0      | 0          | 2     |
| =     |       | Wes Morgan        | 2      | 0      | 0          | 2     |
| =     |       | Andy King         | 2      | 0      | 0          | 2     |
| 11    |       | Chris Wood        | 1      | 0      | 0          | 1     |
| =     |       | Paul Konchesky    | 1      | 0      | 0          | 1     |
| =     |       | Marcin Wasilewski | 1      | 0      | 0          | 1     |
| =     |       | Robert Huth       | 1      | 0      | 0          | 1     |
| Total | Total | Total             | 46*    | 4      | 0          | 49*   |

- * dont 1 but "contre son camp".

### Discipline
| Nation | Name              | Averti | Carton rouge |
| ------ | ----------------- | ------ | ------------ |
|        | Paul Konchesky    | 4      | 2            |
|        | Marcin Wasilewski | 7      | 0            |
|        | Jamie Vardy       | 6      | 0            |
|        | Liam Moore        | 5      | 0            |
|        | Danny Simpson     | 5      | 0            |
|        | Matty James       | 2      | 1            |
|        | Leonardo Ulloa    | 4      | 0            |
|        | Jeff Schlupp      | 4      | 0            |
|        | Wes Morgan        | 1      | 1            |
|        | Dean Hammond      | 3      | 0            |
|        | Ritchie De Laet   | 3      | 0            |
|        | Marc Albrighton   | 3      | 0            |
|        | David Nugent      | 3      | 0            |
|        | Robert Huth       | 2      | 0            |
|        | Esteban Cambiasso | 1      | 0            |
|        | Andy King         | 1      | 0            |
|        | Riyad Mahrez      | 1      | 0            |
|        | Tom Lawrence      | 1      | 0            |
|        | Andrej Kramarić   | 1      | 0            |
|        | Danny Drinkwater  | 1      | 0            |
| Total  | Total             | 58     | 4            |

### Capitanat
| N° | Poste | Nat. | Joueur            | Débuts comme capitaine |
| -- | ----- | ---- | ----------------- | ---------------------- |
| 5  | D     |      | Wes Morgan        | 40                     |
| 1  | G     |      | Kasper Schmeichel | 1                      |
| 3  | D     |      | Paul Konchesky    | 1                      |

### Suspensions
| Date             | Nat. | Joueur         | Matchs manqués | Raison                                     |
| ---------------- | ---- | -------------- | -------------- | ------------------------------------------ |
| 2 décembre 2014  |      | Wes Morgan     | 1              | (contre Liverpool)                         |
| 7 décembre 2014  |      | Paul Konchesky | 0*             | (contre Aston Villa)                       |
| 26 décembre 2014 |      | Jamie Vardy    | 1              | Averti · Averti · Averti · Averti · Averti |
| 28 décembre 2014 |      | Paul Konchesky | 1              | (contre Hull City)                         |
| 10 janvier 2015  |      | Matty James    | 3              | (contre Aston Villa)                       |

- * Le carton rouge de Konchesky contre Aston Villa a été annulé en appel.

### Penaltys
| Date              | Nat. | Joueur         | Contre            | Marqué ? |
| ----------------- | ---- | -------------- | ----------------- | -------- |
| 21 septembre 2014 |      | David Nugent   | Manchester United | ✔️       |
| 21 septembre 2014 |      | Leonardo Ulloa | Manchester United | ✔️       |
| 4 avril 2015      |      | David Nugent   | West Ham United   | ❌       |
| 2 mai 2015        |      | Leonardo Ulloa | Newcastle United  | ✔️       |

## Résumé de la saison
| Matchs joués               | 42 (38 Premier League, 3 FA Cup, 1 League Cup)               |
| Matchs gagnés              | 13 (11 Premier League, 2 FA Cup, 0 League Cup)               |
| Matchs nuls                | 8 (8 Premier League)                                         |
| Matchs perdus              | 21 (19 Premier League, 1 FA Cup, 1 League Cup)               |
| Pourcentage de victoire    | 30.95%                                                       |
| Buts marqués               | 50 (46 Premier League, 4 FA Cup, 0 League Cup)               |
| Buts encaissés             | 59 (55 Premier League, 3 FA Cup, 1 League Cup)               |
| Différence de buts         | -9 (-9 Premier League, +1 FA Cup, -1 League Cup)             |
| Cartons jaunes             | 58 (49 Premier League, 8 FA Cup, 1 League Cup)               |
| Cartons rouges             | 4 (4 Premier League, 0 FA Cup, 0 League Cup)                 |
| Pire discipline            | Paul Konchesky (4 jaunes, 2 rouges)                          |
| Plus large victoire        | 5-1 (contre Queens Park Rangers, Premier League, 24/05/2015) |
| Plus lourde défaite        | 1-3 (3 fois), 0-2 (6 fois)                                   |
| Match avec le plus de buts | 5-3 (contre Manchester United, Premier League, 21/09/2014)   |
| Plus d'apparitions         | 40 (Wes Morgan & Leonardo Ulloa)                             |
| Meilleur buteur            | Leonardo Ulloa (13 buts)                                     |
| Meilleur passeur           | Jamie Vardy (8 passes décisives)                             |